# Интерконнектор (газопровод)

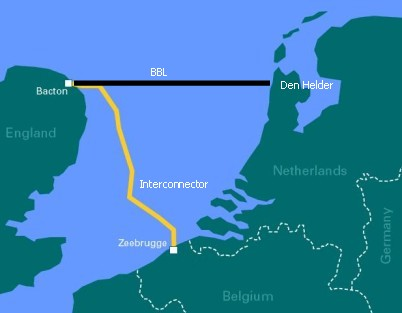
Трубопровод BBL

Интерконнектор — газопровод, проходящий между Великобританией и континентальной Европой. Он пересекает Северное море от газового терминала в Бэктоне до города Зебрюгге в Бельгии и обеспечивает двусторонний транспорт энергоресурсов из Великобритании («прямой поток») и в неё («обратный поток»). Строительство было завершено в 1998 году.

## Экономическое значение
Пропускная способность трубопровода составляет 20 млрд м³ природного газа в год в прямом направлении (из Великобритании) и 25 млрд м³ газа в год в обратном (после модификации в октябре 2007 года). Помимо собственно транспорта газа, Интерконнектор выполняет и важную экономическую функцию. Он позволил Великобритании выйти на европейский рынок энергоресурсов и самой стать рынком для континентальной Европы.

## Владельцы
До марта 2010 года владельцами Интерконнектора являлись:
- Пенсионный фонд провинции Квебек[англ.] (33 %)
- ENI (16 %),
- E.ON (15 %),
- ConocoPhillips (10 %),
- Газпром (10 %),
- Флюксис[англ.] (10 %),
- GDF Suez (5 %).

В марте 2010 г. бельгийская компания «Флюксис» приобрела у «GDF Suez» её долю в предприятии (5 %).
В августе 2012 г. итальянская «ЭНИ» закрыла сделку по продаже своей доли в Интерконнекторе (16,41 %) совместному предприятию «Флюксис» и «SNAM»".
В сентябре 2012 г. СП «Флюксис» и «SNAM» закрыли сделку по приобретению 15 % доли компании «E.On» в компании-владельце трубопровода.
В 2015 году Газпром продал свою долю в предприятии компании Флюксис.
В марте 2018 г. СП «Флюксис» и «SNAM» закрыли сделку по приобретению 33%-ной доли Пенсионного фонда провинции Квебек в компании-владельце трубопровода
С марта 2018 г. владельцами Интерконнектора являются:
- Флюксис[англ.] (76.32 %) и
- SNAM (23.68 %).[3]